# Rivula securifera
Rivula securifera là một loài bướm đêm trong họ Erebidae.